# Kouassi-Anianguini
Kouassi-Anianguini est une localité du nord-est de la Côte d'Ivoire et appartenant au département de Tanda, région du Zanzan. La localité de Kouassi-Anianguini est un chef-lieu de commune.